# Mar-a-Lago
Mar-a-Lago – luksusowa rezydencja, sześciogwiazdkowy ośrodek wypoczynkowy oraz Narodowy Pomnik Historyczny znajdująca się w Palm Beach, na Florydzie, w Stanach Zjednoczonych.
Od 1985 rezydencja jest właśnością Donalda Trumpa. W okresie jego prezydentury odbywały się w niej oficjalne spotkania państwowe i była nieoficjalnie nazywana Zimowym Białym Domem.

## Położenie
Mar-a-Lago w języku hiszpańskim oznacza od morza do jeziora. Nazwa ta oddaje położenie rezydencji, znajdującej się na wąskim pasie lądu rozciągającym się pomiędzy Oceanem Atlantyckim a laguną Lake Worth. Rezydencja posiada bezpośredni dostęp do laguny, natomiast od oceanu oddziela ją publiczna droga South Ocean Boulevard, pod którą wybudowano przejście podziemne do znajdującej się po drugiej stronie plaży, należącej do Mar-a-Lago.

## Architektura

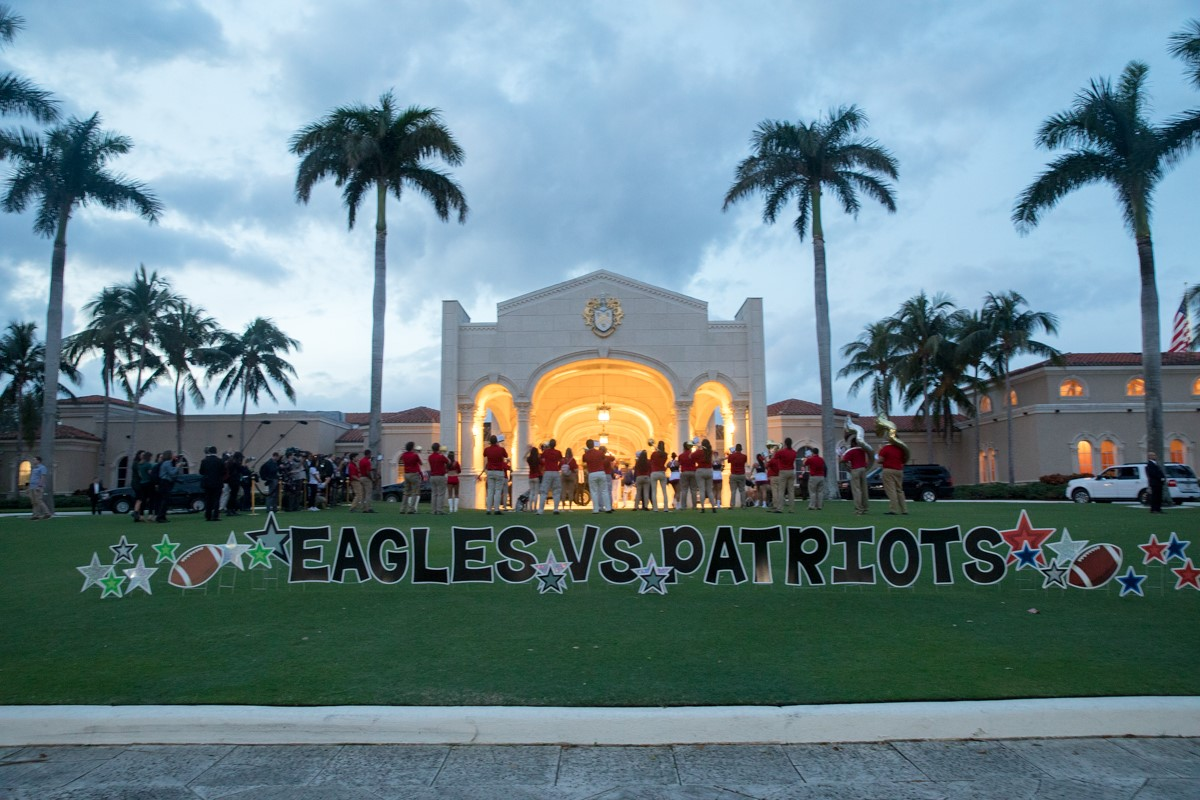
Front rezydencji

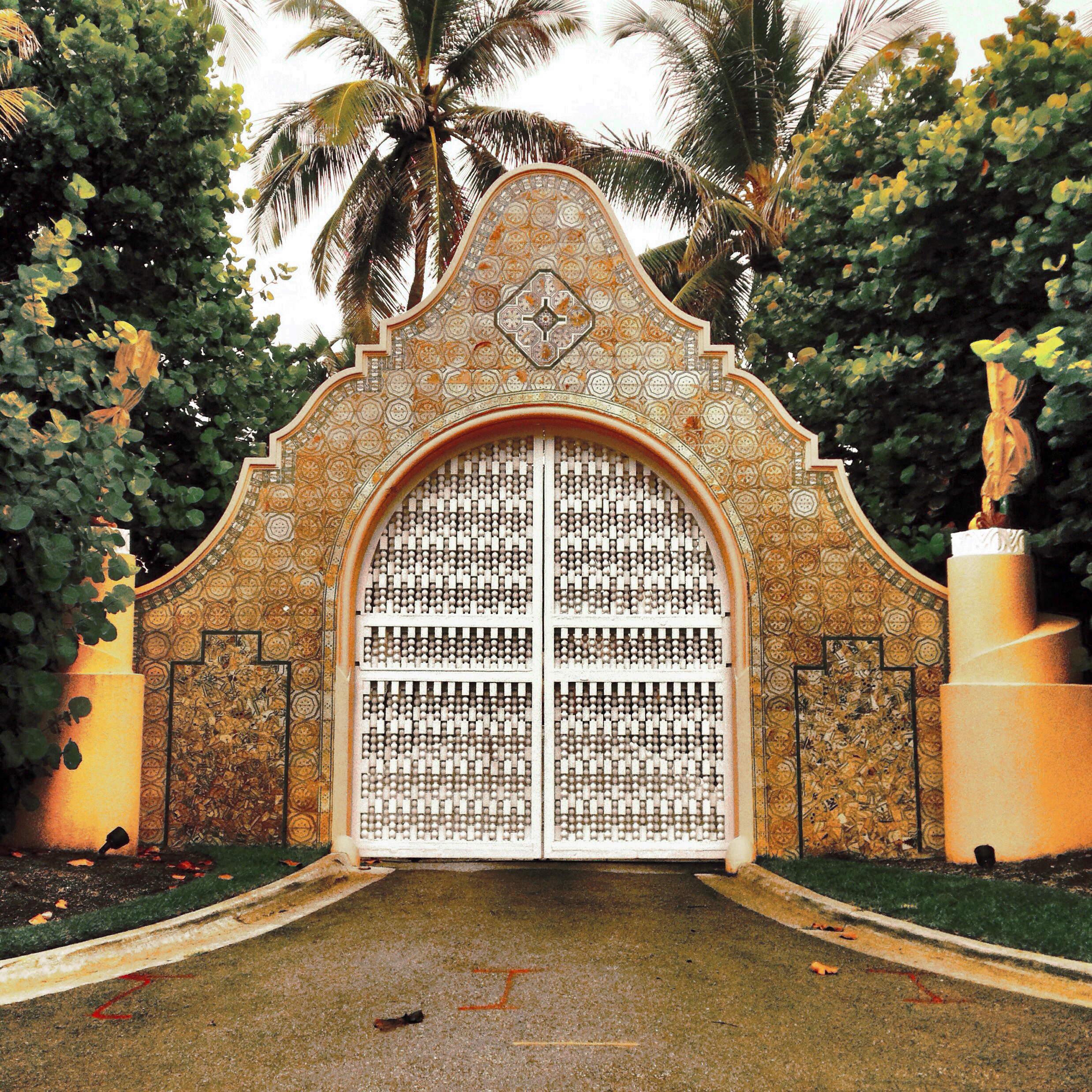
Brama wjazdowa

Rezydencja została zaprojektowana przez Mariona Simsa Wyetha w adaptacji stylu hiszpańsko-mauryjskiego (hiszpańsko-mauretańskiego). Ma kształt półksiężyca, zwróconego w stronę laguny. Posiadłość wieńczy ponad 22-metrowa wieża. Wewnątrz znajduje się 114 pokoi, w tym 58 sypialni i 33 łazienki oraz salon o powierzchni 167 m² i jadalnia.
Projekt wnętrz wykonał Joseph Urban. Pokoje zdobione są wapieniem importowanym z Genui, z widocznymi małymi skamieniałościami, oraz 36 000 zabytkowych hiszpańskich fliz, z których najstarsze pochodzą z XV w. Rzeźby papug, małp i innych motywów wykonał Austriak Franz Barwig wraz z synem. Podłogę jadalni pokryto czarno-białym marmurem, pochodzącym ze starego pałacu na Kubie, którego wykorzystano 204 m². Drzwi i inne elementy drewniane wykonano z lokalnego drewna cyprysowego.
Dach pokrywa 20 000 kubańskich dachówek. Dla ochrony przed huraganami posiadłość zakotwiczona jest betonem i stalą do rafy koralowej.
Największą rozbudową rezydencji było zbudowanie w 2005 sali balowej o powierzchni 1858 m². Z zewnątrz została wykonana w stylu hiszpańsko-mauryjskim. Wewnątrz pomieszczenie zostało zaprojektowane w stylu Ludwika XIV i jest wykończone złotem i kryształami.
Na ok. 20 akrowej działce otaczającej rezydencje znajdują się trawniki, ogrody, sześć kortów tenisowych, pełnowymiarowy kort do krokieta, basen i pole do gry w chip&putt.

## Historia

### Rezydencja Marjorie Merriweather Post
Mar-a-Lago zostało zbudowane na zlecenie Marjorie Merriweather Post, ówcześnie jednej z najbogatszych kobiet w Stanach Zjednoczonych. Po kilku latach poszukiwania przez inwestorkę terenu pod budowę, wybrano bagienny teren porośnięty zaroślami, na którym w latach 1923-1927 wzniesiono rezydencje. Oficjalne otwarcie miało miejsce w styczniu 1927. Post zamieszkiwała Mar-a-Lago do śmierci. Pierwszym prezydentem Stanów Zjednoczonych, który korzystał z rezydencji był John F. Kennedy – jako gość Post  spędził tu  kilka zim z rodziną, w tym ferii bożonarodzeniowych, także w okresie swojej prezydentury.
W styczniu 1969 Departament Zasobów Wewnętrznych Stanów Zjednoczonych uznał rezydencję za zabytek. W 1972 otrzymała ona wpis do rejestru zasobów kulturowych Stanów Zjednoczonych (National Register of Historic Places), a w 1980 uznano ją za Narodowy Pomnik Historyczny.

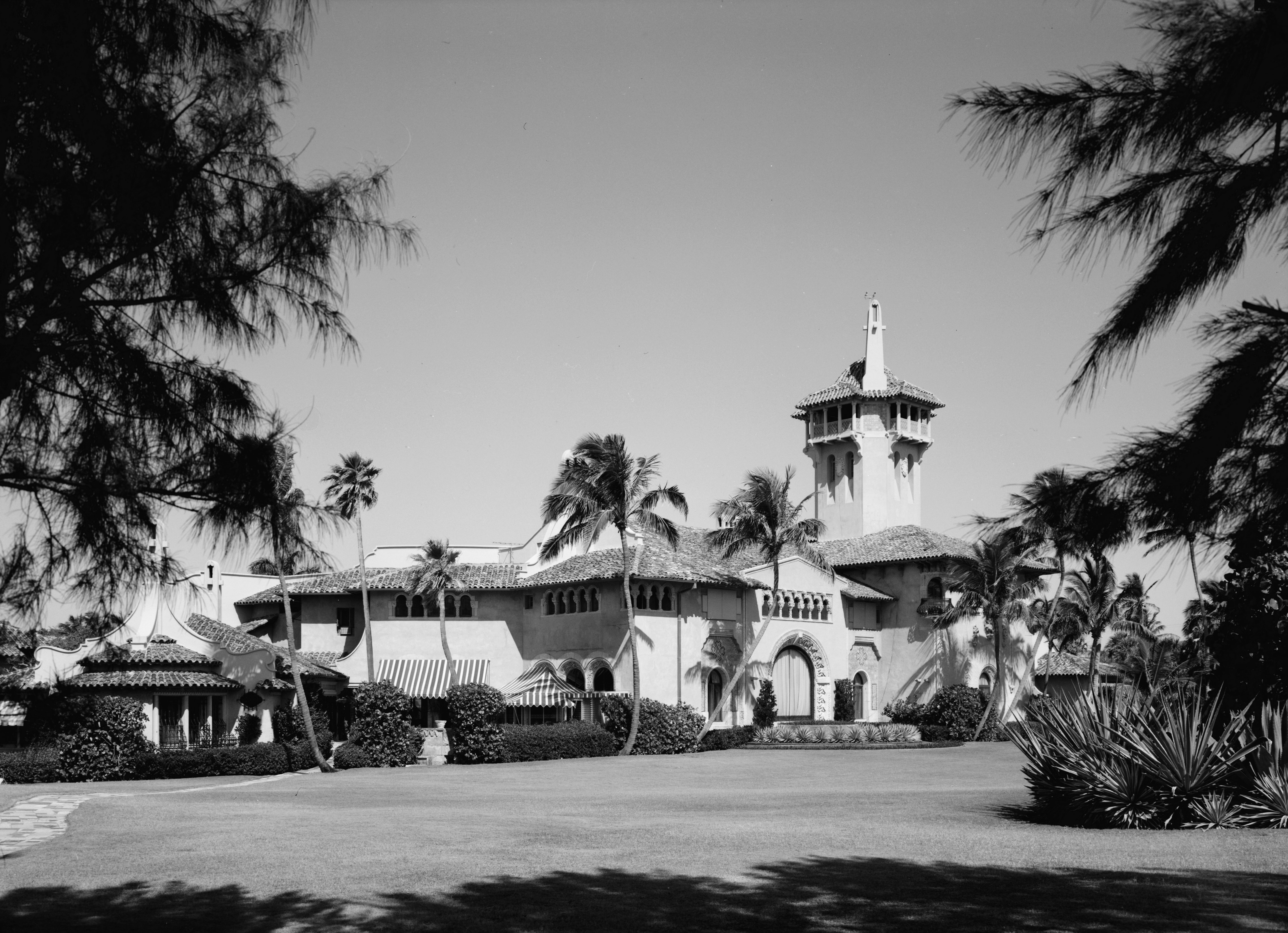
Mar-a-Lago w 1967
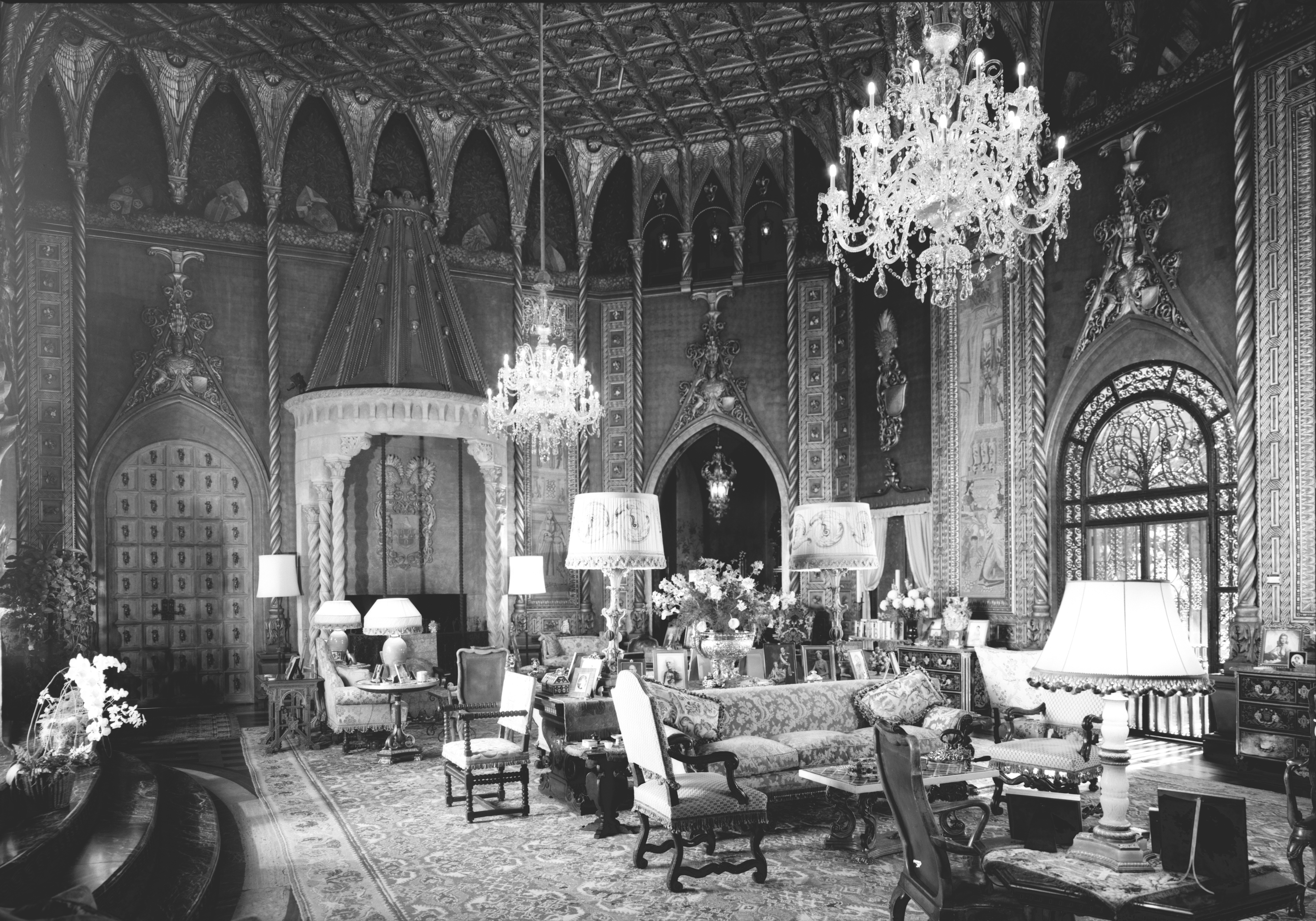
Mar-a-Lago w 1967
Mar-a-Lago w 1967
Mar-a-Lago w 1967

### Rezydencja prezydencka
Po śmierci Marjorie Merriweather Post w 1973 zgodnie z jej wolą nieruchomość przekazano rządowi federalnemu. Post ustanowiła także fundusz powierniczy w wysokości 200 000 dolarów na utrzymanie posiadłości. W zamyśle testatorki Mar-a-Lago miało służyć jako rezydencja prezydencka i dyplomatyczna oraz miejsce, w którym prezydenci odpoczywaliby zimą. Darowizna została zaakceptowana przez Kongres oraz ówczesnego prezydenta Richarda Nixona.
Rezydencja jednak nie była wykorzystywana, ani przez Nixona, ani przez jego następców Geralda Forda, Jimmy’ego Cartera i Ronalda Reagana. Mimo funduszu powierniczego oraz dodatkowych 100 000 dolarów rocznie przyznanych w 1980 przez Kongres na utrzymywanie Mar-a-Lago, niezamieszkała posiadłość popadała w ruinę. W 1983 uznano, że koszty utrzymania rezydencji są za wysokie i zdecydowano się zwrócić nieruchomość Post Foundation.

### Własność Donalda Trumpa
W 1985 od Post Foundation nieruchomość zakupił Donald Trump. Do 1995 Trump wykorzystywał ją jako swoją prywatną rezydencję. W 1995 utworzono Mar-a-Lago Club i przekształcono posiadłość w luksusowy ośrodek wypoczynkowy, w którym pokoje mogli wynająć członkowie klubu. W 2008 ośrodek uzyskał prestiżową nagrodę Six Star Diamond Award, przyznawaną najlepszym światowym hotelom.
Gdy w 2017 Donald Trump został prezydentem Stanów Zjednoczonych, posiadłość zyskała zainteresowanie opinii publicznej. Już jako prezydent elekt Trump we wpisie na Twitterze nazwał Mar-a-Lago Zimowym Białym Domem. W okresie jego prezydentury Mar-a-Lago pełniło funkcje rezydencji prezydenckiej oraz było miejscem oficjalnych spotkań międzypaństwowych, m.in. z przewodniczącym Chińskiej Republiki Ludowej Xi Jinpingiem oraz z premierem Japonii Shinzō Abe. Takie wykorzystanie prywatnej posiadłości było krytykowane ze względu na konflikt interesów oraz obawy dotyczące bezpieczeństwa i poufności rozmów.
W 2019 Trump ogłosił Mar-a-Lago swoim głównym prywatnym miejscem zamieszkania. W styczniu 2021, gdy Trump przestał być prezydentem, wybrał Mar-a-Lago na swoje miejsce zamieszkania. Część sąsiadów wniosło wówczas do sądu pozew przeciw Trumpowi, na podstawie umowy z Palm Beach, według zapisów której goście klubu nie mogą przebywać w rezydencji dłużej niż trzy tygodnie w ciągu roku. Sąd oddalił jednak zarzuty, uznając że Trump jest pracownikiem klubu i jako taki może on na stałe mieszkać na jego terenie. W 2022 rezydencja została przeszukana przez FBI w śledztwie o przetrzymywanie na jej terenie tajnych dokumentów z okresu prezydentury Trumpa. Znaleziono 184 dokumenty o różnym stopniu poufności, w tym 25 oznaczone jako ściśle tajne.

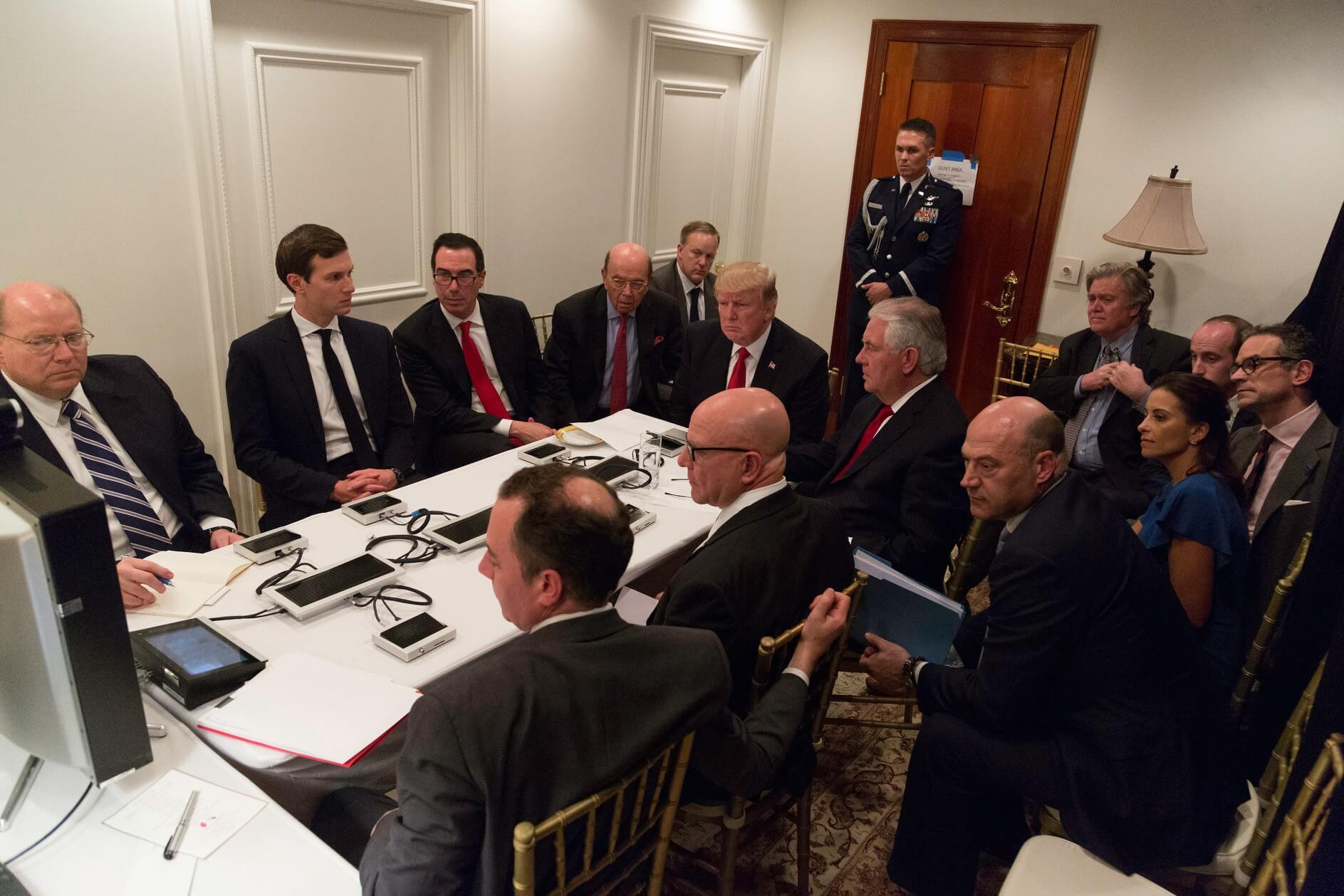
Posiedzenie Rady Bezpieczeństwa Narodowego z udziałem prezydenta Trump 6 kwietnia 2017 w Mar-a-Lago
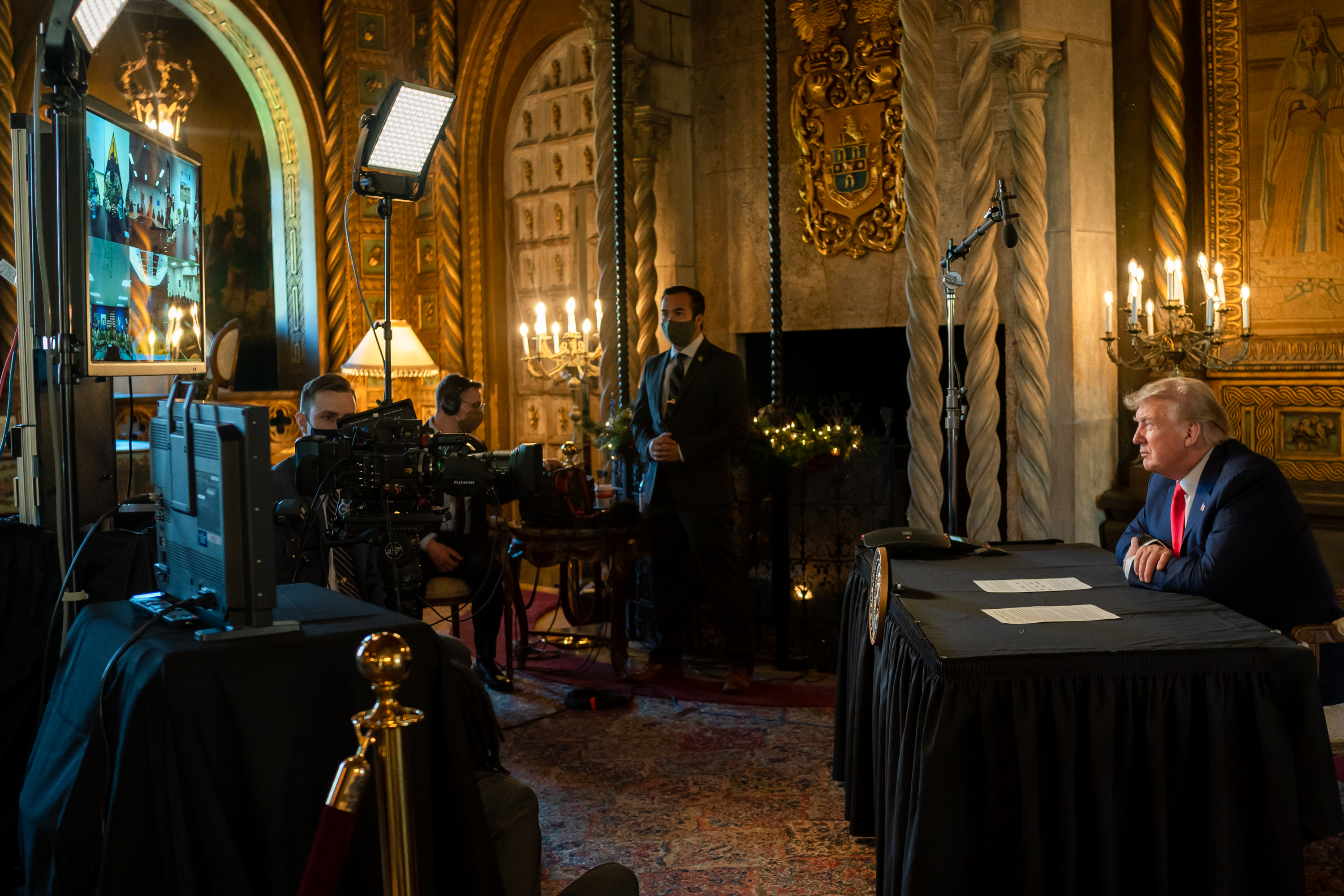
Trump podczas wykonywania obowiązków prezydenckich w Mar-a-Lago
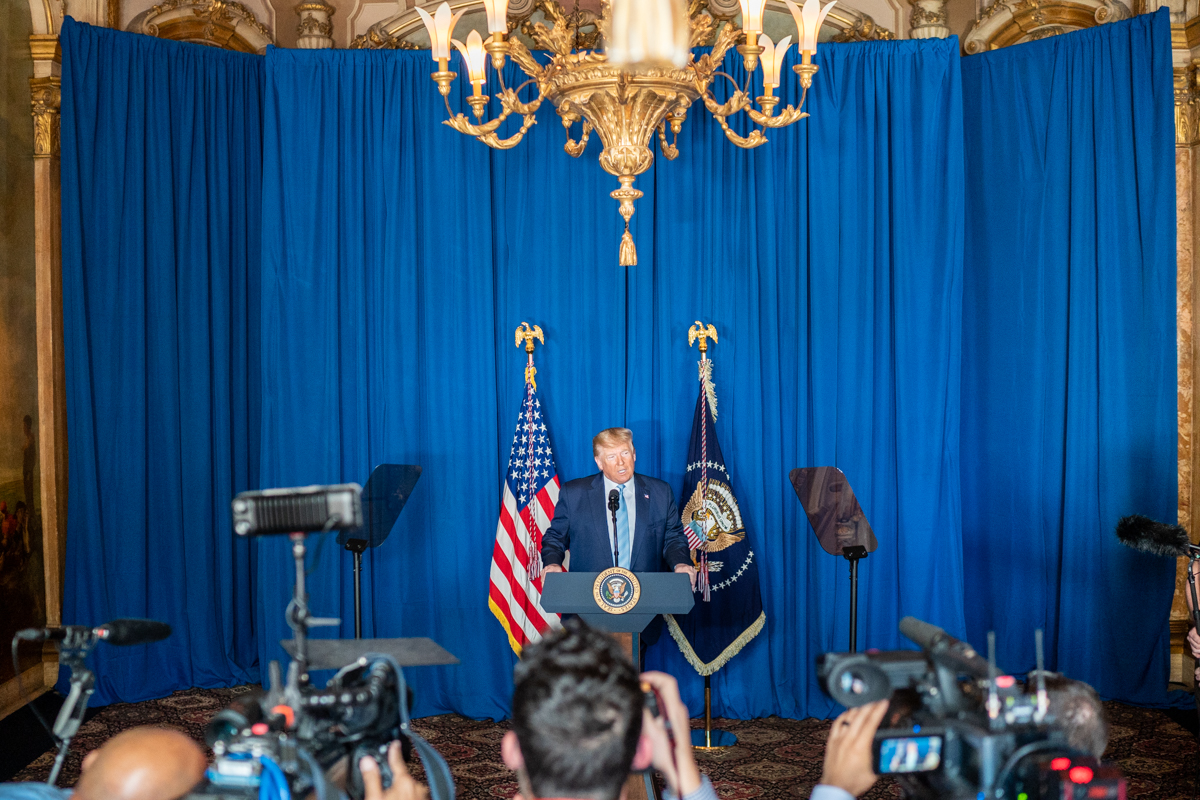
Konferencja prasowa prezydenta Trumpa w Mar-a-Lago

## Ośrodek wypoczynkowy
Mar-a-Lago oprócz usług hotelowych i wspomnianych wyżej obiektów sportowych oraz dostępu do plaży oferuje swoim gościom spa, centrum fitness, restauracje i miejsce na organizacje imprez. Na terenie ośrodka znajdują się butik z ekskluzywnym asortymentem oraz sklep tenisowy. Dodatkowo członkostwo zapewnia przywileje w 19 obiektach Trump Golf na całym świecie.
Aby móc skorzystać z oferty ośrodka, należy być członkiem prywatnego Mar-a-Lago Club. Członkostwo uzyskuje się poprzez opłacenie opłaty wstępnej w wysokości 200 000 dolarów plus podatek oraz składki wynoszącej 14 000 dolarów (plus podatek) rocznie.
W 2012, gdy w wyniku Piramidy Madoffa, która spowodowała spadki aktywów wśród amerykańskiej elity finansowej, zmniejszyła się liczba chętnych do zostania członkami klubu, opłata wstępna została obniżona do 100 000 dolarów. Po wygraniu przez Trumpa wyborów prezydenckich, od 2017 wróciła ona do poziomu 200 000 dolarów.
W listopadzie 2017 szacowano, że do klubu należy ok. 500 osób. Lista członków klubu jest tajna i od czasu wyboru Trumpa na prezydenta podlega spekulacjom medialnym. Demokraci w Kongresie wzywali Trumpa do jej ujawnienia, aby rozwiązać potencjalne konflikty interesów, klub jednak tego nie uczynił.